# Antajaure (Arjeplogs socken, Lappland)
Antajaure är en sjö i Arjeplogs kommun i Lappland och ingår i Piteälvens huvudavrinningsområde. Sjön har en area på 0,245 kvadratkilometer och ligger 411,3 meter över havet.

## Delavrinningsområde
Antajaure ingår i det delavrinningsområde (734155-163318) som SMHI kallar för Inloppet i Puoitasjaure. Medelhöjden är 412 meter över havet och ytan är 31,48 kvadratkilometer. Räknas de 336 avrinningsområdena uppströms in blir den ackumulerade arean 4 940,14 kvadratkilometer. Avrinningsområdets utflöde Piteälven mynnar i havet. Avrinningsområdet består mestadels av skog (85 procent). Avrinningsområdet har 4,74 kvadratkilometer vattenytor vilket ger det en sjöprocent på 15 procent.